# Пържола
Пържолата е печено или пържено парче от свинско (най-често), агнешко, телешко или птиче месо, както и ястие от него.
Месото се реже перпендикулярно на гръбнака и обикновено има прикачено към него част от реброто. Дебелината му е около 1-2 см. Понякога пържолите се бият с кухненски чук, за да станат по-тънки и по-крехки.

## Приготовление
Термичната обработка на пържолата може да се извърши на скара (електрическа или на дървени въглища). Второто е за предпочитане. Пържолата може да се изпържи и в тиган с олио. Поднася се топла веднага за прясна консумация.